# Heuflera betulae
Heuflera betulae är en svampart som beskrevs av Bail 1860. Heuflera betulae ingår i släktet Heuflera, divisionen sporsäcksvampar och riket svampar.   Inga underarter finns listade i Catalogue of Life.